# Lophoptera pallibasis
Lophoptera pallibasis är en fjärilsart som beskrevs av Holloway 1976. Lophoptera pallibasis ingår i släktet Lophoptera och familjen nattflyn. Inga underarter finns listade i Catalogue of Life.